# Krisen i Niger i 2023
|  | Dublet Denne artikel handler om det samme som Statskuppet i Niger 2023. (Diskutér artiklen) |

|  | Sammenskrivningsforslag Artiklen Krisen i Niger i 2023 er foreslået føjet ind i Statskuppet i Niger 2023. (Siden august 2023) Diskutér forslaget |

Krisen i Niger  opstod den 26. juli 2023 da der fandt et statskup sted i Republikken Niger, hvor landets præsidentielle vagt tilbageholdt præsident Mohamed Bazoum. Præsidentens vagtkommandant, general Abdourahamane Tchiani udråbte sig selv til leder af en militærjunta kort efter at have bekræftet kuppet, en succes.    
Den 30. juli 2023 gav Det Økonomiske Fællesskab af Vestafrikanske Stater (ECOWAS) Nigers kupledere en frist på en uge til at give magten tilbage til Bazoum eller stå over for internationale sanktioner og magtanvendelse .   Ultimatummets frist udløb den 6. august, og ECOWAS beordrede den øjeblikkelige aktivering af sin standbystyrke den 10. august.     ECOWAS har tidligere grebet ind i Gambia for at genoprette demokratiet efter den forfatningskrise i 2016-2017 .
Alle aktive medlemslande af ECOWAS med undtagelse af Kap Verde og Liberia har lovet at bidrage med militære tropper fra deres væbnede styrker i tilfælde af en ECOWAS-ledet militær intervention mod juntaen,       mens militærjuntaerne i Burkina Faso og Mali truede med at tilslutte sig den militære intervention på Nigers side, hvis den nogensinde skulle blive iværksat.  